# Likely
Likely est une communauté située dans la province de la Colombie-Britannique, dans la région du Cariboo.